# Alsodes vittatus
Alsodes vittatus (Lataste, 1902) è una specie di anfibi anuri appartenente alla famiglia Alsodidae.